# Município de Benton (condado de Monroe, Ohio)
Localização do Ohio nos E.U.A.
O município de Benton (em inglês: Benton Township) é um município localizado no condado de Monroe no estado estadounidense de Ohio. No ano 2010 tinha uma população de 338 habitantes e uma densidade populacional de 5,78 pessoas por km².

## Geografia
O município de Benton encontra-se localizado nas coordenadas 39° 36′ 11″ N, 81° 05′ 16″ O. Segundo a Departamento do Censo dos Estados Unidos, o município tem uma superfície total de 58.46 km², da qual 58,46 km² correspondem a terra firme e (0 %) 0 km² é água.

## Demografia
Segundo o censo de 2010, tinha 338 pessoas residindo no município de Benton. A densidade de população era de 5,78 hab./km².